# İlhan Ummak
İlhan Ummak (* 5. Februar 1979 in Mersin) ist ein türkischer Fußballspieler, der für Elazığspor spielt.

## Karriere

### Vereinskarriere
İlhan Ummak startete seine Profikarriere beim Drittligisten Gaskispor und spielte hier auf Anhieb zwei Spielzeiten lang als Stammspieler.
Die nachfolgenden Jahre spielte er dann bei diversen Dritt-, Zweit und Erstligisten. Hervorzuheben ist seine Zeit bei Sivasspor. Mit diesem Verein erreichte er 2004/05 die Meisterschaft der TFF 1. Lig und den Aufstieg in die Süper Lig. Die erste Saison in der Süper Lig verlief nicht wie erwünscht. In der Hinrunde saß er überwiegend auf der Ersatzbank und die Rückrunde verbrachte er als Leihgabe bei İstanbulspor. Ab der Spielzeit 2006/07 spielte er zwei Spielzeiten durchgängig als Stammspieler. Die Spielzeit 2007/08 erreichte man den Vierten Platz der Süper Lig.
Zur Saison 2010/11 wechselte er dann samt Ablöse zu Elazığspor und feierte mit diesem Verein am Ende seiner ersten Saison die Meisterschaft der TFF 2. Lig und damit den direkten Aufstieg in die TFF 1. Lig. Auch in der Saison 2011/12 kam er regelmäßig als Ergänzungsspieler zum Einsatz. Am vorletzten Spieltag schaffte man den sicheren Aufstieg in die Süper Lig.

## Erfolge
- Mit Sivasspor:
  - 2004/05 Aufstieg in die Süper Lig
  - 2004/05 Meisterschaft der TFF 1. Lig
  - 2007/08 4. Platz der Süper Lig

- Mit Elazığspor:
  - 2010/11 Aufstieg in die TFF 1. Lig
  - 2010/11 Meisterschaft der TFF 2. Lig
  - 2011/12 Aufstieg in die Süper Lig